# Crocus hittiticus
Crocus hittiticus är en irisväxtart som beskrevs av T.Baytop och Brian Frederick Mathew. Crocus hittiticus ingår i släktet krokusar, och familjen irisväxter. Inga underarter finns listade i Catalogue of Life.